# 雷安娜
雷安娜（英語：Annabelle Louie / Annabelle Lui；1959年7月4日—），原名雷蕙薇，香港女歌手、演員及節目主持，1980年代初以歌曲《人在旅途灑淚時》（關正傑合唱）出道，再憑《舊夢不須記》一炮而红，入選1981年度十大中文金曲，專輯《舊夢不須記》獲頒白金唱片。1989年，移民加拿大溫哥華。現為歌唱導師，也是一名電視節目主持。

## 生平

### 早年生活
雷安娜本名雷蕙薇，香港土生土长，家有五兄弟姐妹。1970年代末期，她在香港上海滙豐銀行擔任櫃枱職員一年，後來轉職到新鴻基証券及巴克萊銀行。跟當年很多年輕人一樣，她的閑餘興趣是唱歌，所以工餘時常参加歌唱比賽（遇到的競爭對手如張明敏、蔣麗萍、張麗瑾等後來都成為了歌手）。
在一次比賽中，雷獲當年香港寶麗金的陳迪文看中，去試音，和香港歌手關正傑合唱麗的電視（亞洲電視前身）劇集《人在江湖》的插曲《人在旅途灑淚時》。這首歌的女聲部分最初是余安安所唱的，但後來因為合約和其他問题由雷安娜頂替，而“雷安娜”這個藝名也是由當時寶麗金的高層冯添枝所取，从此雷入行成為歌手。

### 演藝發展
1981年至1984年是雷安娜在香港演藝圈的全盛時期，她很多歌曲都成為家喻戶曉的粵語流行曲，部分歌曲直到今天仍然是颇受歡迎的KTV點唱歌。1981年至1983年，寶麗金旗下的寶麗多唱片公司為她推出了四張較具名氣的個人唱片：《舊夢不須記》（1981年）、《彩雲曲》（1982年）、《痴情劫》（1982年）及《温馨集》（1983年）。曾經流行一時代表作如《人在旅途灑淚時》、《舊夢不須記》（在商台榜連續九星期冠軍，入選港台全年十大。）、《無奈我心亂如麻》、《彩雲曲》、《暫別》、《癡情劫》、《問為何》、《遠方天外》、《濁世暖流清》、《停不了的愛》和《太陽留住我》等。
雷安娜雖然在1981-1983年迅速走红，但當年才25歲的她卻渴望組織家庭，在唱片公司的反對下與她當時的男友（前柏克萊銀行同事）Jimmy Lau於1983年低調結婚。1987年，她與丈夫申請移民加拿大，1988年離開香港歌壇且移居溫哥華，之後曾先後當過時裝店和旅行社老闆、旅行團導遊，又當過當地一間美容中心的廣告代言人。在過去的十多年中，她經常獲得北美華人社區的邀請，在各地進行表演，如芝加哥、蒙特利爾、三藩市、洛杉磯、雷諾、拉斯維加斯、大西洋城、紐約，以至亞洲的新加坡、馬來西亞和香港等。
1990年代後期，雷安娜開始成為一個歌唱老師，有時會在溫哥華主持新時代電視節目，也為《新秀歌唱大賽溫哥華選拔賽》的參賽者擔任幕後訓練導師。她近年因從事時裝生意的丈夫經常要往來中國大陸和香港，故此經常往返加、港兩地陪伴在側。

## 音樂作品

### 專輯
錄音室專輯
| #  | 專輯名稱                 | 專輯類型  | 發行公司 | 發行日期  | 曲目 |
| -- | ------------------------ | --------- | -------- | --------- | --- |
| 1  | 雷安娜                   | 大碟      | 寶麗多   | 1981年9月 | 曲目 1. 舊夢不須記 2. 無奈我心亂如麻 3. 真的喜歡你 4. 痴心再會期 5. 含羞草 6. 只想你的愛 7. 山石盟 8. 別了憂鬱Johnny blue 9. 那一陣風 10. 人在秋風裡 11. 孤影暗自憐                                                               |
| 2  | 彩雲曲                   | 大碟      | 寶麗多   | 1982年    | 曲目 1. 彩雲曲 2. 美麗的童話 3. 惆悵舊歡如夢 4. 聚散太匆匆 5. 今天再開始 6. 暫別（譚詠麟合唱） 7. 情深的吩咐 8. 可愛的家 9. 原諒我 10. 世上無難事 11. 人生多美麗                                                                  |
| 3  | 痴情劫                   | 大碟      | 寶麗多   | 1982年    | 曲目 1. 痴情劫 2. 做一個木頭人 3. 一片浮萍 4. 遠方天外 5. 一百分 6. 網起浪花 7. 昨天的美夢 8. 沒有你在我旁 9. 迷人是你 10. 一個燈火 11. 別後                                                                                      |
| 4  | 溫馨集                   | 大碟      | 寶麗多   | 1983年    | 曲目 1. 仍令我心一往 2. 因你心中有我 3. 甘苦與共 4. 濁世暖流清 5. 永遠陪住你 6. 我在燃燒 7. 問為何 8. 愛的路上 9. 跟我跳勁舞 10. 分秒共暢聚 11. 心一致                                                                            |
| 5  | 雷安娜精選               | 新曲+精選 | 寶麗多   | 1984年    | 曲目 1. 停不了的愛（彭健新合唱） 2. 舊夢不須記 3. 做個木頭人 4. 暫別（譚詠麟合唱） 5. 山石盟 6. 美麗的童話 7. 別了憂鬱Johnny blue 8. 彩雲曲 9. 人在旅途灑淚時（關正傑合唱） 10. 濁世暖流清 11. 痴情劫 12. 真的喜歡你 13. 遠方天外 |
| 6  | 不再一樣                 | 大碟      | 寶麗多   | 1984年    | 曲目 1. 心痛的感覺 2. 離別之前 3. 前夕 4. 吃不消 5. 我是瀟灑 6. 左鄰右里 7. 不再一樣 8. 激流 9. 不過是偶然 10. 破裂 11. 相見歡 |
| 7  | 太陽留住我               | 大碟      | 寶麗多   | 1985年5月 | 曲目 1. 愛的熱淚（蔣麗萍合唱） 2. 太陽留住我 3. 那個願清醒 4. 每一天 5. 跳出掌聲背後 6. 誰願意孤單 7. 再開始 8. 醺醺醉夢鄉 9. 戀愛熱潮 10. 白衣天使                                                                               |
| 8  | 情盡                     | 大碟      | 百代     | 1987年    | 曲目 1. 情盡 2. 生活影印機 3. 請勿接近 4. 一夕情 5. 快樂的呼喚 6. 多謝朋友 7. 只要開心 8. 沒有寄出的信 9. 癡心蠍毒 10. 不夜天 |
| 9  | 情永遠                   | 大碟      | 永高     | 1989年    | 曲目 1. 誰願說Goodbye 2. 妒忌 3. 妄想 4. 人離情不變 5. 昨日的至愛 6. 異國情緣 7. Anything for you 8. 情永遠 9. 別離在秋季 10. 天真                                                                                                |
| 10 | 雷安娜 全新錄音新曲+精選 | 新曲+精選 | 環星音樂 | 2010年    | 曲目 1. 彩雲再現 2. 忘記不忘記 (林利合唱) 3. 情是永遠著迷 4. 一生何求 5. 舊夢不須記 6. 彩雲曲 7. 做個木頭人 8. 無奈我心亂如麻 9. 濁世暖流清 10. 含羞草 11. 人在旅途灑淚時                                                         |
| 11 | 真愛如昔                 | 大碟      | 風行唱片 | 2017年    | 曲目 1. 回首 2. 聽不到的說話 3. 不羈的風 4. 其實你不懂我的心 5. 心裡日記 6. 讓一切隨風 7. 殘夢 8. SOL＃4 9. 雨絲情愁 10. 有多少愛可以重來                                                                                         |

精選專輯
- 雷安娜精選（1984年）

現場錄音專輯
- 彩雲再現演唱會（2010年）

### 電影主题曲
- 《彩雲曲》（1982年電影《彩雲曲》，並参與演出）
- 《停不了的愛》（1984年電影《停不了的愛》，與彭健新合唱）
- 《離別之前》（1984年電影《雪兒》）
- 《愛的熱淚》（1986年電影《殺妻二人組》，與蔣麗萍合唱）
- 《不夜天》（1987年電影《不夜天》）
- 《一夕情》（1987年電影《不夜天》插曲）

### 電視劇集主题曲
- 《人在旅途灑淚時》（1980年麗的電視《人在江湖》插曲，與關正傑合唱）
- 《癡情劫》（1982年無線電視劇《癡情劫》）
- 《濁世暖流清》（1984年香港電台電視劇《溫馨集》）
- 《吃不消》（1984年無線電視劇《朝九晚五俏佳人》）
- 《左鄰右里》（1984年香港電台電視劇《左鄰右里》）
- 《少年心》（1987年無線電視劇《大明群英》插曲，與關正傑合唱）

### 電台廣播劇主题曲
- 《網起浪花》（1982年香港電台廣播劇《網起浪花》）

### 創作歌曲
| 創作部份   | 發表年份 | 演唱歌手 | 歌曲       | 專輯名稱   | 備註 |
| ---------- | -------- | -------- | ---------- | ---------- | ---- |
| 作曲       | 1982年   | 雷安娜   | 做個木頭人 | 《痴情劫》 |      |
| 作曲       | 1982年   | 雷安娜   | 迷人是你   | 《痴情劫》 |      |
| 作曲、填詞 | 1983年   | 雷安娜   | 分秒共暢聚 | 《溫馨集》 |      |
| 作曲       | 1987年   | 雷安娜   | 請勿接近   | 《情盡》   |      |

## 演出作品

### 電影
- 1982年：《彩雲曲》（雷安娜配角兼演唱者）
- 1984年：《停不了的愛》
- 1985年：《青春節拍》 飾 Anna（参演者：日本少女隊、山本陽一、香港小虎隊、雷安娜、魏綺清、夏韶聲等）
- 1986年：《殺妻二人組》 飾 報導員
- 1995年：《紅番區》 飾 買家

### 電視劇
- 1980年代：香港電台《左鄰右里》
- 1986-88年：無綫電視《城市故事》 飾 彤
- 1989年：香港廉政公署電視劇集系列《廉政先鋒》（第九集－引渡令）
- 1990年：富貴冤家 飾 Annabelle 亞洲電視

### 主持節目（新時代電視）
- 《2003年溫哥華華裔小姐》（司儀）
- 《合晒合尺》（曾參與新時代電視之節目）
- 《大城小聚》（現參與新時代電視之節目）[永久]

### 演出節目
- 2015年5月10日：無綫電視 - Sunday靚聲王（第11集）
- 2015年5月31日：無綫電視 - Sunday靚聲王（第13集）
- 2015年7月5日：無綫電視 - Sunday靚聲王（第18集）
- 2015年11月29日：無綫電視 - Sunday靚聲王（第35集）
- 2017年7月9日：無綫電視 - 流行經典50年（第11集）
- 2017年8月20日：無綫電視 - 流行經典50年（第16集）
- 2017年10月14日：無綫電視 - 流行經典50年 唱爆周末（第3集）

### 籌款晚會
- 1984年《中秋節幻彩群星慶團圓 》--與劉德華合唱停不了的愛。
- 2009年2月《中僑慈善星輝夜》--（與夏雨和林一峰合作。於溫哥華的The Westin Bayshore酒店舉行。） [13]
- 2017年5月《蘇永康加拿大乳癌基金會慈善演唱會》--（擔任嘉賓）。於溫哥華Hard Rock Casino 的Molson Canadian Theatre舉行。）

### 演唱會
- 1999-2000年《輝黃演唱會》（擔任嘉賓，與顧嘉輝、黃霑合作。）
- 2007年2月《雷安娜葉振棠演唱會》（與葉振棠合作）[14]
- 2007年7月《「雷聲響起」演唱會》（與台灣歌手謝雷合作。於洛杉磯近郊的Pechanga Resort Casino（英语：Pechanga Resort and Casino）室內豪華劇院舉行。）[15]
- 2009年6月21日《大名鼎鼎靚聲唱家班演唱會》（與呂珊、張偉文、尹光、柳影虹、葉振棠及許冠英合作。於香港紅磡體育館舉行。）
- 2010年3月1日至2日《彩雲再現雷安娜演唱會》（於香港文化中心大劇院舉行）[16]
- 2014年5月30日至6月1日《雷安娜讓愛滋孤兒站起來 - 慈善演唱會》（分別於多倫多及溫哥華舉行）[17]
- 2017年4月2日《雷安娜真愛如昔 - 慈善演唱會》（於溫哥華河石大劇院舉行）。
- 2019年10月20日《雷安娜愛的啟航演唱會》（於溫哥華河石大劇院舉行）。
- 2023年9月22至23日《情牽煇黃經典演唱會》與仙杜拉、汪明荃、羅嘉良、周吉佩、華娃、陳潔靈、葉麗儀、葉振棠(23日因病缺席)、李佳、龍婷、張德蘭(於香港紅磡體育館舉行)。

### 音樂劇
- 2000年1月：《麗花皇宮》演出鳳屏一角
- 2003年1月：《麗花皇宮2003》（演出鳳屏一角，與陳潔靈、葉麗儀、沈殿霞、劉雅麗、關菊英、葉振棠、夏韶聲、黃霑合作。於香港演藝學院舉行。）
- 2009年：《戀愛猜情尋》慈善音樂劇（與黃凱芹、蔡少芬、李彩華、陳鍵鋒、陳敏愷、劉以達、湯寶如合作）[18]

《戀愛猜情尋》是一齣為「加拿大世界宣明會」籌款的慈善巡迴演出音樂劇，目的是幫助蒙古軟骨病兒童。演出日期是2009年5月10日在（溫哥華）、5月12日（卡加利）、5月14日（愛民頓）及5月16日（多倫多）。

### 話劇
- 2017年9月3日：《一麵情緣》（演出蔣佩霞一角，與潘煒強、蘇柔美合作。於溫哥華米高霍士劇院舉行。）

## 獲獎記錄
- 1980年：第三屆十大中文金曲－《人在旅途灑淚時》（與關正傑一同獲獎）
- 1981年：第四屆十大中文金曲－《舊夢不須記》